# Gęsiniec
Gęsiniec (deutsch: Hussinetz bzw. Hußinetz, 1937–1945 Friedrichstein; tschechisch Husinec) ist ein Ort in der Stadt- und Landgemeinde Strzelin (Strehlen) im Powiat Strzeliński (Kreis Strehlen) der Woiwodschaft Niederschlesien in Polen.

## Lage
Gęsiniec liegt etwa zwei Kilometer südlich von Strzelin (Strehlen) und 41 Kilometer südlich von Breslau. Nachbarorte sind Dobrogoszcz (Dobergast) im Westen, Strzegów (Striege) im Südwesten, Gościęcice (Mehltheuer) im Südosten und Strzelin (Strehlen) im Norden.

## Geschichte

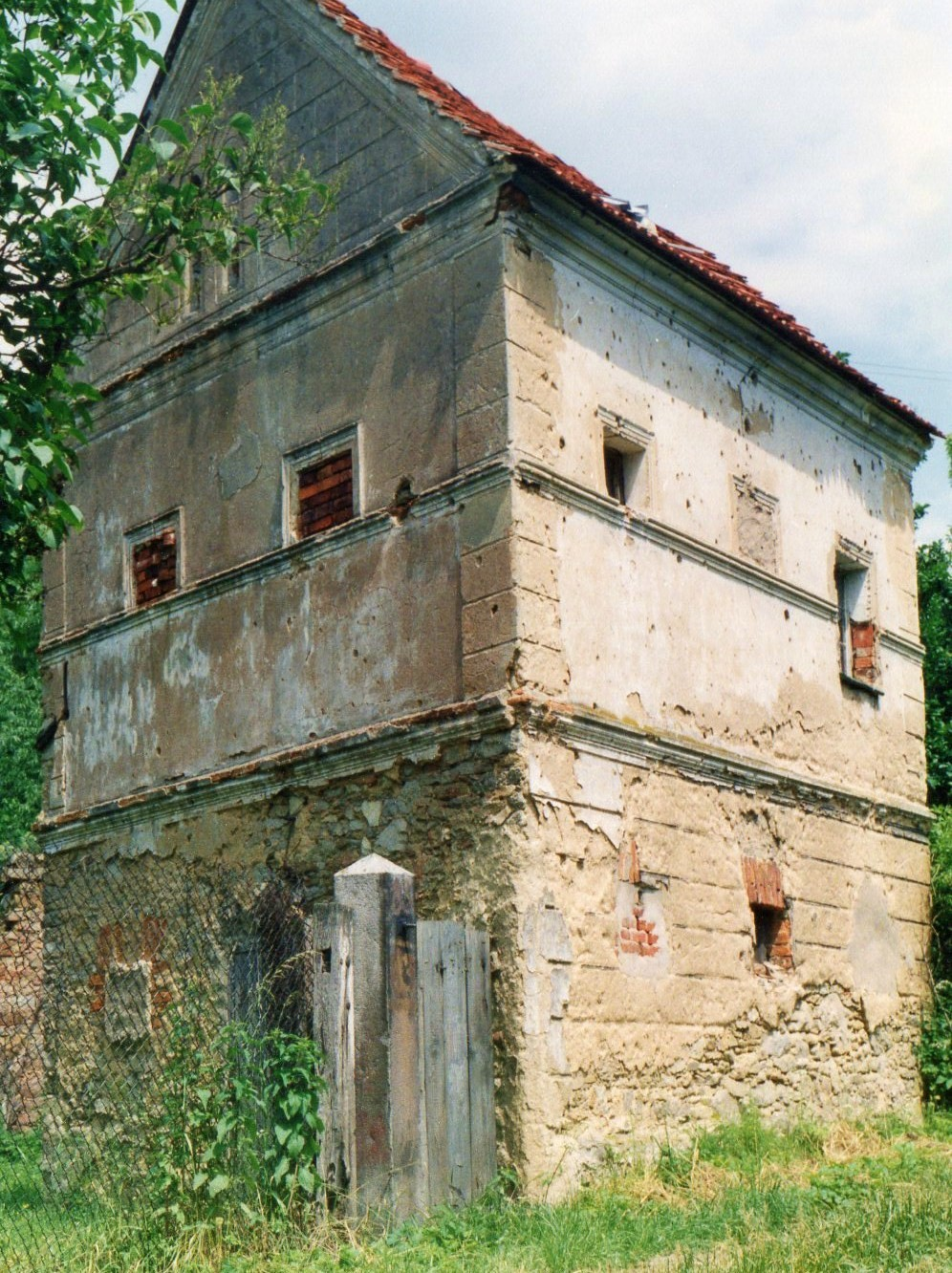
Getreidespeicher in Gęsiniec

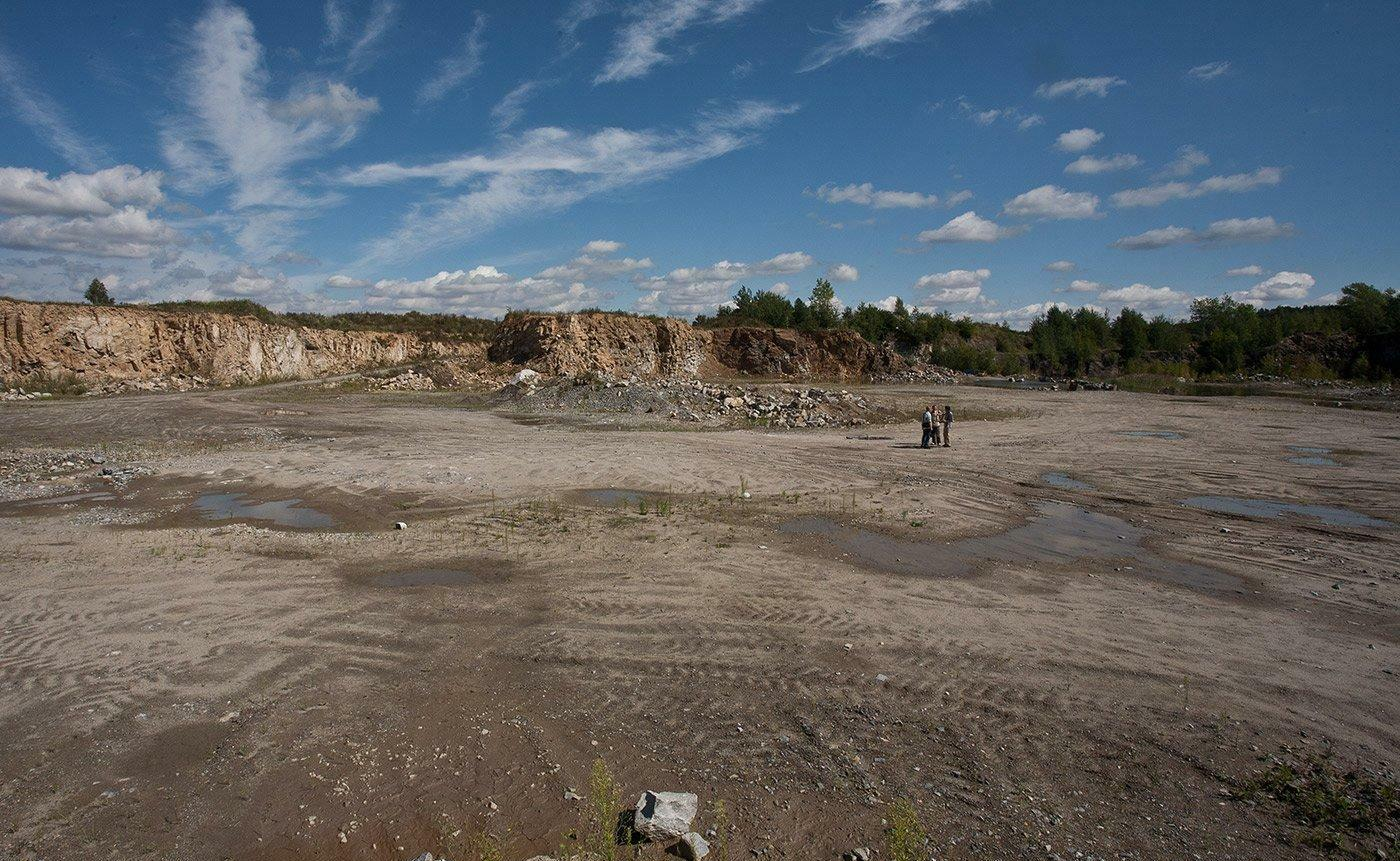
Granitsteinbruch bei Gęsiniec

Hussinetz wurde von böhmischen Glaubensflüchtlingen, die nach dem ersten schlesischen Krieg ihrer Religion wegen in das Fürstentum Münsterberg auswanderten, gegründet. 1749 überließ die Stadt Strehlen den größtenteils aus der Herrschaft Opotschno stammenden Exulanten Vorwerke in einem Wert von 10.500 Reichstalern, bestehend aus 1183 Morgen Land inkl. 192 Morgen Wald, die jeweils zu sechs Morgen geteilt wurden, worauf einstöckige Wohnhäuser aus Bruchstein entstanden. Die von König Friedrich II. am 24. Juni 1750 erteilte Konzession zur Gründung der Kolonie und einer eigenen reformierten Parochie, sah ausschließlich die Ansiedlung von Böhmen evangelisch-reformierten Glaubens vor. 1783 zählte die von den Stadt-Vorwerks-Äckern erbaute Kolonie Hussinetz 140 zerstreut liegende Stellen. Die Einwohner sprachen böhmisch und unterschieden sich auch in der Tracht von der übrigen (deutschen) Bevölkerung. Jedes Haus hatte etwa sechs Morgen Land. Die etwa 692 Einwohner gingen meist dem Beruf des Spinners oder Webers nach. Die Kolonie unterstand der Gerichtsbarkeit der königlichen Kriegs- und Domänenkammer Breslau. Im Ort wurden auch Deutsche aufgenommen, jedoch zunächst nicht als Grundbesitzer, sondern nur als Einlieger. Die Kolonie bestand Mitte des 19. Jahrhunderts aus folgenden besonderen Anteilen:
1. das fette Dorf (Hausnummer 1 bis 23)
2. das südlich gelegene eigentliche Hussinetz
3. der westlich gelegene Halter, im Volksmund auch Hölle genannt
4. die nahe bei Mittel-Podiebrad gelegenen Zwölfhäuser

1836 entstand in Richtung Mittel-Podiebrad auf Gemeindekosten die sogenannte Bockwindmühle, mit Wohnhaus und drei Morgen Land. Auf dem nahen Ziskaberg fanden früher Schießübungen der Landwehr statt. Der Berg und Forst gehörten der Gemeinde. Auf dem Apothekerberg wurde einer Volkssage nach ein wegen Verbrechen zum Tode verurteilter Apotheker aus Strehlen begraben. Bis zur Aufhebung 1842/43 bildete Hussinetz mit den 1764 gegründeten Kolonien Ober-, Mittel- und Nieder-Podiebrad eine Feuersozietät mit 53.894 Reichstalern Versicherungswert. Außer Landwirtschaft wurde in Hussinetz Kattun- und Baumwollweberei auf 270 Stühlen von 212 Webern betrieben. Die Erzeugnisse wurden nach Gnadenfrei, Breslau und Berlin verkauft. In der Nähe wurde Bruch- und Mauerstein gewonnen. 1848 zählte die Gemeinde mit Dominial-Rechten, dem Rentamt in Strehlen zinspflichtig, 183 Häuser und 1251 überwiegend evangelische Einwohner (28 katholisch). Hussinetz gehörte bis 1945 zum Landkreis Strehlen. 1937 erfolgte die Umbenennung in Friedrichstein. Als Folge des Zweiten Weltkriegs fiel Friedrichstein mit dem größten Teil Schlesiens 1945 an Polen. Nachfolgend wurde es durch die polnische Administration in Gęsiniec umbenannt. Die Einwohner wurden größtenteils vertrieben. Die neu angesiedelten Bewohner stammten teilweise aus Ostpolen, das an die Sowjetunion gefallen war. Heute gehört Gęsiniec zur Stadt-Land-Gemeinde Strzelin.
Seit 2010 erinnert auf dem Friedhof von Sveti ein Gedenkstein an den aus Hussinetz gebürtigen preußischen Musketier Johann Fleger, der 1866 in der Schlacht bei Königsgrätz fiel.

## Religion

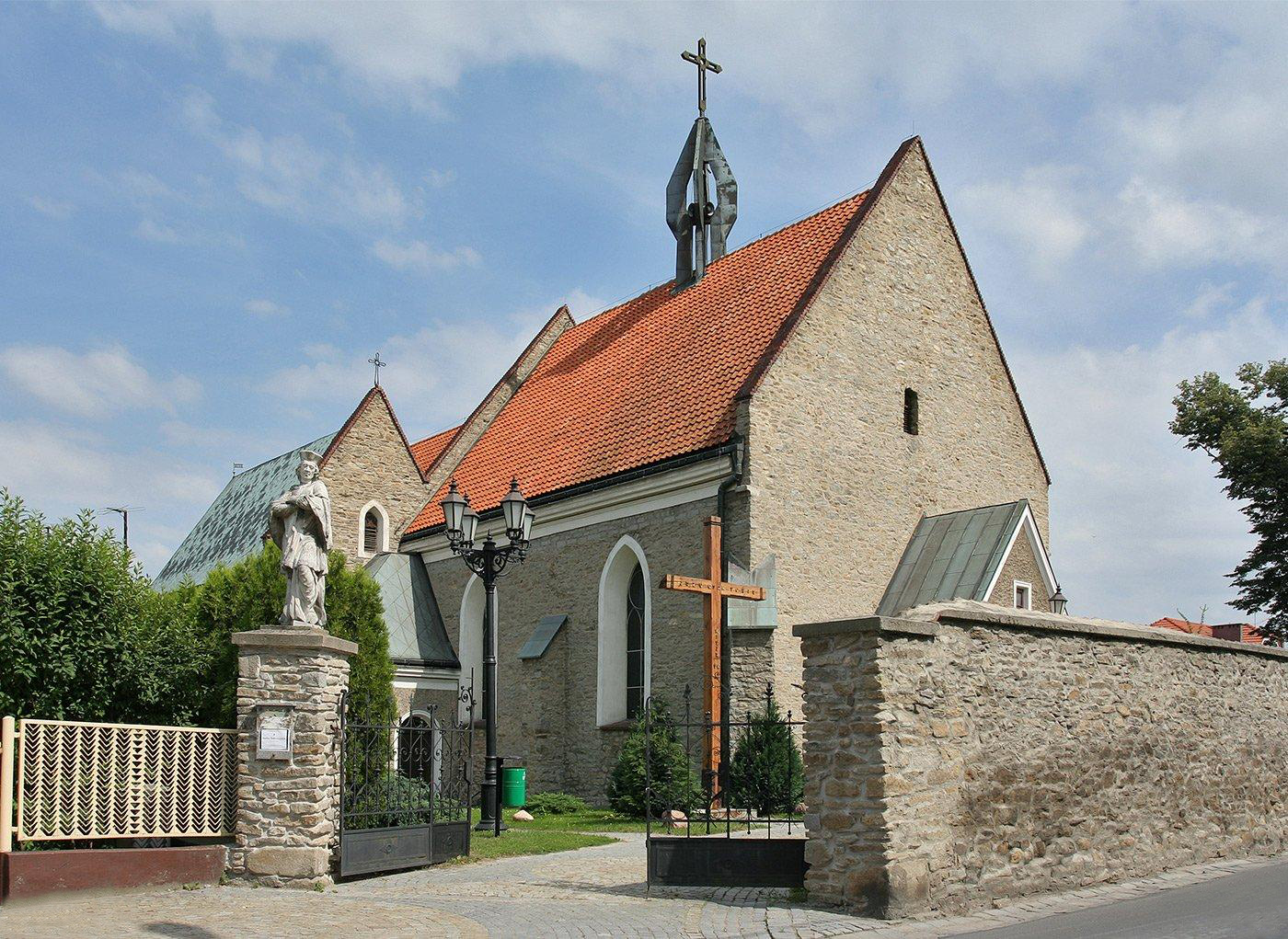
Marienkirche in Strzelin

Hussinetz war bis 1945 evangelisch zur Marienkirche in der Strehlener Vorstadt gepfarrt. Das angeblich 1130 von dem polnischen Magnaten Peter Wlast gegründete Gotteshaus wurde zunächst als Propsteikirche des dortigen Klarissenklosters genutzt. Seit 1548 diente sie als städtische Begräbniskirche. Nach der königlichen Konzession vom 24. Juni 1750 erhielt die Kirche Parochialrechte und wurde den böhmischen Siedlern zum Geschenk gemacht. Den Insassen der Amtsdörfer wurde auf dem Kirchhof ausdrücklich Bestattungsrecht eingeräumt. Das Patronat war königlich. Das Kirchenkolleg bestand 1848 aus einem Pastor und fünf Kirchenvorstehern. Der Pastor wurde aus dem Staatsfonds besoldet. Von 1804 bis 1811 bestand eine Vakanz des Pastorates aus Mangel an einem böhmischen Prediger. Zur Parochie gehörten im 19. Jahrhundert: Hussinetz (1251 Einwohner, 1223 evangelisch), Ober-, Mittel- und Nieder-Podiebrad bzw. Mehlteuer (1076 Einwohner, 1043 evangelisch) und der von Böhmen besiedelte Teil von Pentsch (279 Einwohner, 274 evangelisch). Die Kirche wurde 1848 als massiv, mit Schindeln bedacht, ohne Turm und Glocken beschrieben. Die wenigen Katholiken in Hussinetz gehörten ebenfalls der Gemeinde in Strehlen an.

## Sprache
Während im 18. Jahrhundert von den Exulanten ausschließlich die tschechische Sprache verwendet wurde, führte die Zuwanderung aus den deutschsprachigen Nachbardörfern im 19. Jahrhundert zu einer gewissen sprachlichen Assimilierung. Die Einwohner wuchsen zweisprachig auf. Zuhause und im Gottesdienst wurde das Tschechische gepflegt, im Alltag jedoch die deutsche Sprache genutzt. In der evangelischen Schule unterrichteten Mitte des 19. Jahrhunderts zwei Lehrer die Schüler und Konfirmanden in überwiegend deutscher Sprache. Dem zweiten Lehrer war auch die Unterrichtung in tschechischer Sprache erlaubt, jedoch mit deutschen Schulbüchern. Der Gottesdienst wurde zweisprachig abgehalten. Jeden vierten Sonntag fand in der Kirche eine Predigt in deutscher Sprache statt. Nach dem Zweiten Weltkrieg verließen der größte Teil der Einwohnerschaft den Ort Richtung Deutschland. Von 1948 bis 1951 wurde für die wenigen verbliebenen Einwohner eine tschechischsprachige Grundschule betrieben.

## Sehenswürdigkeiten
- Ehemaliger Getreidespeicher
- Kriegerdenkmal[6]

## Söhne des Ortes
- Hermann von Tardy (1832–1917), reformierter Pfarrer und Oberkirchenrat